# Konan, Shiga
Konan (japanska: 湖南市?, Konan-shi) är en stad i Shiga prefektur i Japan. Staden fick stadsrättigheter 2004.